# Operation Chastise
Operation Chastise, även känd som The Dams Raid var ett brittiskt flyguppdrag under andra världskriget som gick ut på att förstöra flera kraftverksdammar i det tyska Ruhrområdet. En lyckad aktion skulle begränsa Tysklands industriresurser avsevärt. För att spränga dammarna användes en speciell typ av bomb som studsade på vattnet. På så vis undvek man det uppspända torpednätet som skyddade dammarna. Fyra olika kraftverksdammar i Ruhrområdet var föremål för operationen: Möhne, Eder, Sorpe och Ennepe. Möhne och Eder-dammarna blev förstörda i anfallet. Sorpe och Ennepe-dammarna förblev intakta.
Planen som användes i operationen var ombyggda Avro Lancasters. Totalt 19 Lancaster-flygplan deltog i operationen varav 8 gick förlorade under operationen med en förlust av 53 besättningsmän.

## Bomben

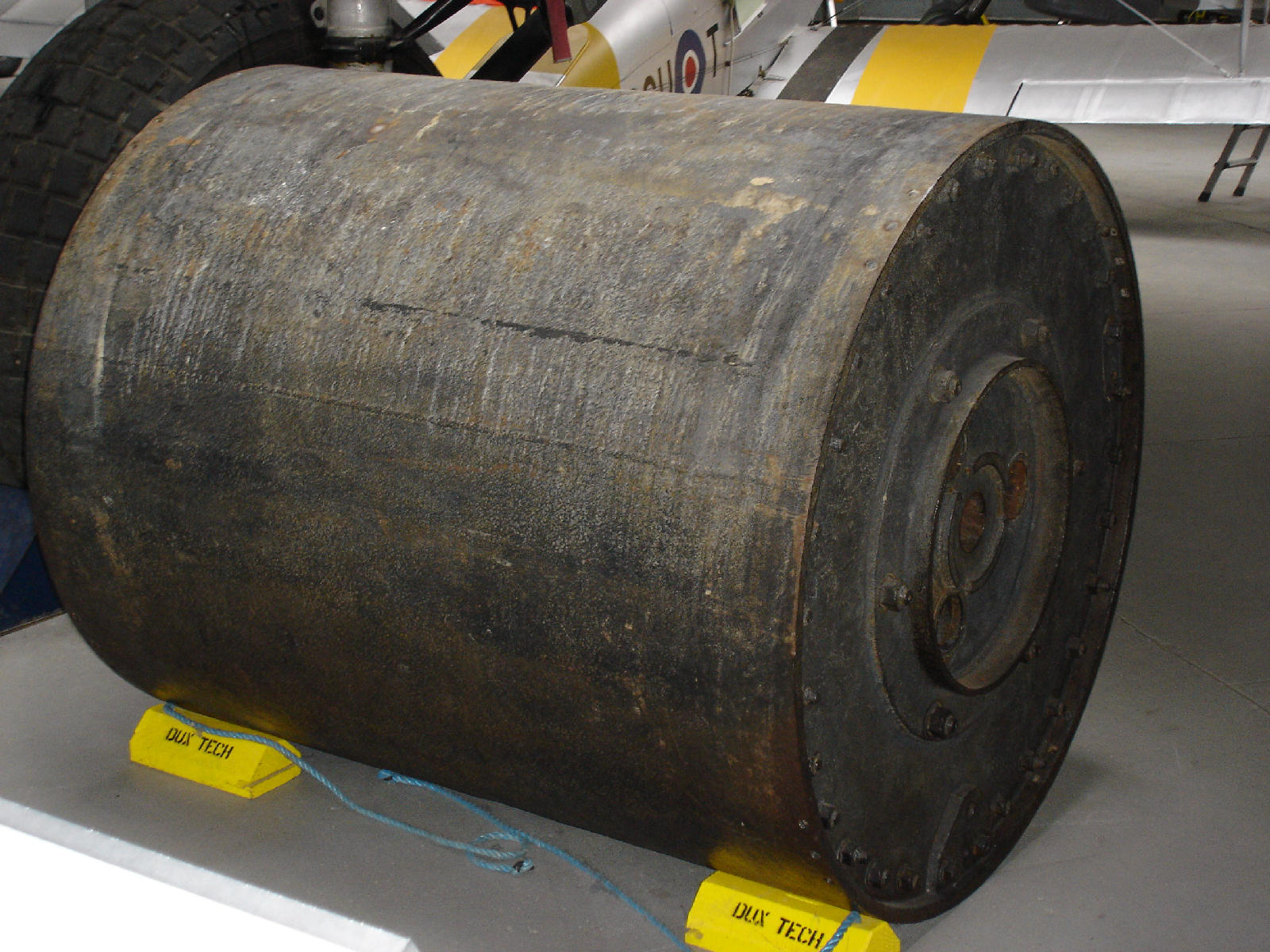
Ett Upkeep studsbomb-original på Imperial War Museum Duxford.

I operationen användes en speciell typ av bomb. Bomben var formad som en cylinder som inför lossning sattes i rotation på 500 varv per minut. Genom att rotationen var riktad motsols (sett från flygplanets högra sida), studsade bomberna över vattenytan. När bomberna nådde fram till dammväggen bidrog rotationen till att bomberna sjönk lodrätt nedåt. Vid ett visst djup eller en viss tid detonerade bomben precis invid dammväggen. På så vis kunde man orsaka dammen största möjliga skada.